# Mark Blaug
Mark Blaug (Haia, Países Baixos, 3 de Abril de 1927 – Dartmouth, Reino Unido, 18 de Novembro de 2011) foi um economista britânico nascido na Holanda, que contribuiu para um amplo número de tópicos ao longo de sua carreira. Em 1955 Blaug recebeu seu PhD pela Universidade de Columbia em Nova York sob a orientação de George Stigler. Trabalhou como professor visitante nos Países Baixos, na Universidade de Amsterdão e na Erasmus Universiteit Rotterdam, onde foi co-diretor do CHIMES (Center for History in Management and Economics).
Mark Blaug é mais conhecido no Brasil pelo seu trabalho na área de história do pensamento econômico.